# 민성훈
민성훈(閔聖薰, 1987년 9월 13일~)은 미국의 변호사이다. 현재 미국 워싱턴 D.C. 변호사협회(DCB)의 정회원이며 법조인, 사업가로 활동중이다.

## 생애

#### 스타트업 미국 진출
2015년 미래창조과학부의 지원을 받아 대한민국 스타트업 대표로 미국 실리콘밸리에 진출했다.
국제법 자문 및 강연
2021년 이후 정부와 언론사 대상으로 국제법 관련 자문 및 강연을 하고 있다.

#### 김포시 지역 현안
2021년 김포시의 수도권 광역급행철도 (Great Train eXpress) 지역 현안 해결을 위해 노력했다. 2020년 12월 김포 한강신도시와 김포공항역 사이를 오가는 경전철 김포도시철도(김포골드라인)가 저녁 퇴근길에 갑자기 멈춰 서는 사건이 발생하게 되고 승객들은 1시간가량 해당 차량에 갇혀 있다 철로를 직접 걸어 빠져나와야 했다. 이러한 상황들의 심각성을 보고 대책마련을 위해 김포 시민들, 그리고 지역 시민단체들과 힘을 모았다. 이후 정부가 김포와 용산을 잇는 김용선을 발표하며 사건은 일단락 되게 된다.

#### 사라진 변호사의 글
김포시의 수도권 광역급행철도 지역 현안 해결을 위해 지자체와 정치인들에게 쓴소리를 하며 해결방안을 제시했다. 김포 시민들에게 큰 지지를 받게 되는데 이 과정에서 민성훈 변호사가 올린 글이 외부에 의해 사라지며 표현의 자유가 침해되는 사건이 발생했다. 해당 글은 하루가 채 지나지 않아 볼 수 없게 됐고, 이는 또 다른 이슈를 불러일으키며 저녁 메인뉴스에 등장하게 된다.

#### 나는 국대다 토론배틀
아나운서, 전 현대중공업 회장, 연예인 등이 몰리며 경쟁률 141:1을 기록한 국민의힘 나는 국대다 토론배틀에서 최종 7위를 기록했다.

#### 대변인
제20대 대통령선거에서 최재형 후보 대선캠프 대변인으로 합류했다. 최재형 예비후보가 홍준표 예비후보와 단일화 선언을 하며 최재형 대선 캠프는 해체하게 됐다. 이후 다른 후보의 대선캠프 영입제안은 받아들이지 않은 것으로 알려졌다.

## 상세
블로그를 운영중이다. 종교에 관한 블로그처럼 보이나, 예수 그리스도의 가르침을 강조하며 인종과 종교를 넘어 서로 사랑하라는 내용의 글이 주를 이루고 있는 것으로 보인다.

## 경력
- KIC 실리콘밸리 대한민국 대표 (2015)
- 나는 국대다 토론배틀 - Top8(7위)[16] (2021)
- 제20대 대통령선거 최재형 후보 대변인[17] (2021)

## 방송
- 나는 국대다 (2021)